# Iodoglicerolo
Lo iodoglicerolo è un composto che sembra favorire l'espettorazione e la fluidificazione del muco viscoso. Per queste sue proprietà viene utilizzato in diversi disturbi respiratori, fra cui la fibrosi cistica.

## Chimica
Il composto è un liquido viscoso, di colore ambrato, con odore pungente e retrogusto amaro. È miscibile con acqua, con etanolo e con glicerina. Facilmente solubile in etere, in cloroformio, in alcol isobutilico, in metile ed etile acetato, in metile formiato e in tetraidrofurano.
La miscela isomerica di iodopropilideneglicerolo è costituita per il 67-75% dal primo isomero e per il 25-33% dal secondo. Secondo uno studio i due componenti principali del prodotto sono in realtà il 3-iodo-1,2-propandiolo (IPD) ed il glicerolo (glicina). Lo iodoglicerolo contiene il 50% di iodio organico.

## Farmacodinamica
Il meccanismo d'azione della molecola non è stato ancora completamente chiarito. Verosimilmente aumenta le secrezioni fluide del tratto respiratorio e conseguentemente riduce la viscosità delle secrezioni mucose. Studi sperimentali hanno messo in evidenza un effetto benefico minimo o dubbio sul trasporto mucociliare e sulla rimozione delle secrezioni con il colpo di tosse.

## Farmacocinetica
A seguito di assunzione per via orale iodoglicerolo viene assorbito rapidamente dal tratto gastroenterico.
Le concentrazioni plasmatiche terapeutiche sembrano mantenersi costanti per diverse ore. Le biotrasformazioni del composto nell'organismo sono sconosciute.

## Usi clinici
Lo iodoglicerolo viene utilizzato come coadiuvante nel trattamento di diverse affezioni respiratorie (ad esempio fibrosi cistica, bronchiti, asma bronchiale, enfisema polmonare, sinusiti croniche) quando venga richiesta un'azione mucolitica-espettorante.

## Effetti collaterali e indesiderati
Nel corso del trattamento sono stati segnalati disturbi gastrointestinali ed in particolare dispepsia, perdita d'appetito, sapore metallico in bocca, nausea, vomito, dolore addominale epigastrico.  
È anche possibile che si verifichino altri disturbi quali stanchezza, debolezza, parestesie alle mani o ai piedi, dolori muscolari, cefalea, rash cutaneo, orticaria, ingrossamento della tiroide e, sia pure raramente, scialoadenite e parotite acuta.
L'uso prolungato di preparazioni a base di iodio può causare iodismo (intossicazione da iodio), ipotiroidismo e gozzo.

## Controindicazioni
Il farmaco è controindicato nei soggetti con ipersensibilità individuale nota al principio attivo oppure ad uno qualsiasi degli eccipienti utilizzati nella forma farmaceutica.
È inoltre controindicato nelle donne in stato di gravidanza ed in quelle che allattano al seno.
Non deve essere somministrato ai neonati. La tiroide del feto umano comincia a concentrare iodio a partire dalla 12ª-14ª settimana di gestazione e l'assunzione di ioduri inorganici da parte della donna gravida, durante questo periodo e successivamente, può portare al gozzo del feto (con o senza ipotiroidismo) con la possibilità di ostruzione delle vie aeree.

## Dosi terapeutiche
Nei soggetti adulti il farmaco viene somministrato per via orale alla dose di 60 mg, 4 volte al giorno. 
Nei pazienti in età pediatrica il dosaggio deve essere dimezzato. 
Si consiglia l'assunzione del composto con abbondante quantità di liquidi e durante i pasti, al fine di ridurre l'incidenza di epigastralgia.

## Sovradosaggio
L'intossicazione con il composto può comportare la comparsa di iodismo, ovvero di una sindrome che si manifesta con eruzioni cutanee, bruciore della bocca e della gola, corizza, irritazione oculare, edema delle palpebre, cefalea frontale, edema polmonare, disturbi gastrici, faringodinia e faringite acuta,  laringite, ed infiammazioni di tonsille, parotide e ghiandola sottomascellare. Più raramente sono stati riportati casi di ipertiroidismo, depressione del sistema nervoso centrale (SNC), glomerulonefriti e malattia di Parkinson.

## Interazioni
- Sali di litio e altri preparati tiroidei: la contemporanea somministrazione con iodoglicerolo può determinare uno stato di ipotiroidismo.

## Avvertenze
Il trattamento con l'espettorante deve essere interrotto in caso di comparsa di rash cutaneo, sintomi di iodismo o di ipersensibilità.

In caso di trattamento con iodoglicerolo di soggetti con storia personale di disturbi tiroidei e ipersensibilità ai composti inorganici dello iodio, è necessario utilizzare particolare cautela e mantenere il paziente monitorato.